# Syngrapha alticola
Syngrapha alticola är en fjärilsart som beskrevs av Walker 1857. Syngrapha alticola ingår i släktet Syngrapha och familjen nattflyn. Inga underarter finns listade i Catalogue of Life.

## Bildgalleri

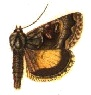